# 圖霍拉

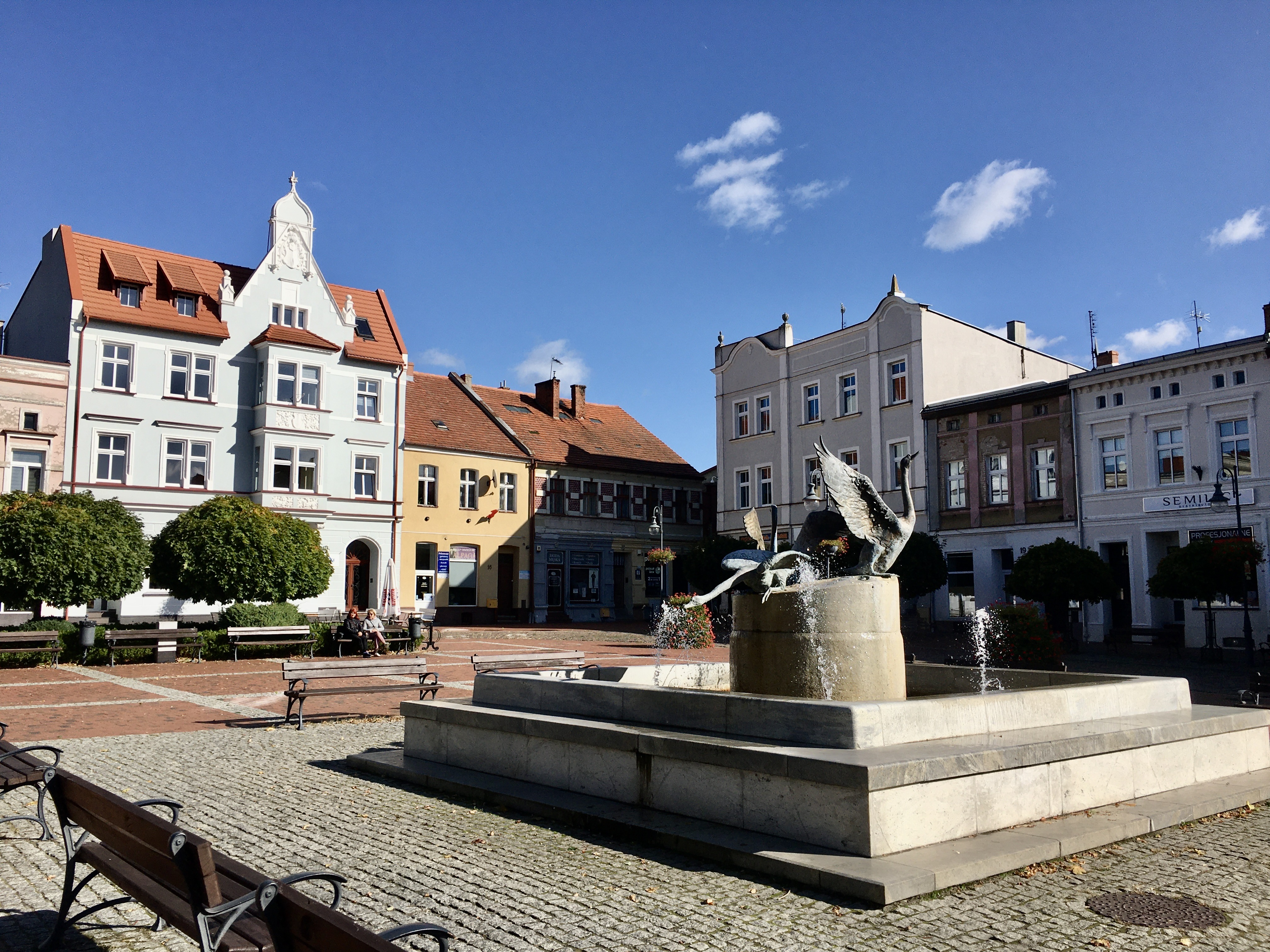

圖霍拉（波蘭語：Tuchola）是波蘭的城鎮，位於該國北部庫亞維-波美拉尼亞省，面積17.69平方公里，2024年人口12,969人。
在第一次瓜分波蘭中，該鎮在1772年被納入普魯士王國管治範圍。

## 外部連結
- Municipal website
- Map via mapa.szukacz.pl （页面存档备份，存于） （波兰語）
- Satellite photo from Google Maps

53°36′N 17°51′E / 53.600°N 17.850°E